# 武育干
武育干（1899年—？），湖南溆浦人，中国近代著名经济学家、教育家。

## 生平
1899年，武育干出生在湖南省溆浦县麻阳水。武育干早年出任商务印书馆《东方杂志》编辑。1926年起，他先后在中央大学、复旦大学、湖南大学出任副教授、教授、系主任、院长等。1954年，全国院系调整之后，他从上海市调到北京市，出任北京对外贸易学院（今对外经济贸易大学）教授。

## 著述
- 武育干. . 湖南省长沙市: 湖南教育出版社. 2010. ISBN 9787535572462.
- 《鸦片战争史》